# Viktóriya Meshkova
Viktóriya Meshkova –en ruso, Виктория Мешкова– (Ekaterimburgo, 20 de septiembre de 2000) es una deportista rusa que compite en escalada. Ganó tres medallas de oro en el Campeonato Europeo de Escalada de 2020, en las pruebas de dificultad, bloques y combinada.

## Carrera
Victoria Meshkova comenzó a competir activamente en el ámbito internacional en 2021, representando a Rusia en las principales competiciones de escalada deportiva. En los Juegos Olímpicos de 2020 en Tokio (celebrados en 2021), participó en la prueba combinada, donde ocupó el 9.º lugar en la clasificación.
Después de los Juegos Olímpicos, Meshkova continuó participando en competiciones. En el Campeonato de Rusia de 2021, se coronó campeona en la modalidad combinada, confirmando su estatus como una de las mejores escaladoras rusas.
A nivel internacional, Victoria también mostró resultados sobresalientes. En junio de 2021, en la etapa de la Copa del Mundo en Innsbruck (Austria), ocupó el 4. lugar en la disciplina de "dificultad", compitiendo contra las mejores escaladoras del mundo. Actualmente, Victoria continúa entrenando activamente y participando en competiciones, esforzándose por alcanzar nuevos logros en la escalada deportiva.

## Palmarés internacional
| Campeonato Europeo | Campeonato Europeo | Campeonato Europeo | Campeonato Europeo |
| Año                | Lugar              | Medalla            | Prueba             |
| ------------------ | ------------------ | ------------------ | ------------------ |
| 2020               | Moscú (Rusia)      | Medalla de oro     | Bloques            |
| 2020               | Moscú (Rusia)      | Medalla de oro     | Dificultad         |
| 2020               | Moscú (Rusia)      | Medalla de oro     | Combinada          |